# Histoire des Juifs à Fiume
L'histoire des Juifs à Fiume (actuelle Rijeka) commence dès le XVe siècle avec l'arrivée de négociants juifs italiens. La ville, en raison de sa position commerciale stratégique entre l'Empire austro-hongrois et la péninsule italienne, attire jusqu'à la Première Guerre mondiale une grande quantité de Juifs en provenance d'Italie, d'Allemagne, d'Autriche et de Hongrie. Son rattachement à l'Italie après la Première Guerre mondiale et les lois antisémites du gouvernement fasciste italien entraine une importante émigration. La communauté juive est décimée après l'invasion allemande durant la Seconde Guerre mondiale. Il ne subsiste actuellement à Rijeka qu'une petite communauté juive formée principalement de personnes âgées.
Fiume fait partie de l'Empire austro-hongrois jusqu'à la fin de la Première Guerre mondiale, puis après avoir été disputée entre le royaume des Serbes, Croates et Slovènes (ultérieurement dénommé Yougoslavie) et l'Italie, la ville est rattachée au royaume d'Italie par le Traité de Rome en 1924. La ville compte alors plus de 70 % d'italophones.
Lors de la Seconde Guerre mondiale, après l'armistice de Cassibile signé par l'Italie avec les Alliés en septembre 1943, la ville est envahie par l'armée allemande qui immédiatement persécute la communauté juive. Les Allemands seront chassés par les troupes yougoslaves qui entrent dans la ville le 3 mai 1945. La ville est alors annexée par la Yougoslavie communiste et incorporée dans la République socialiste de Croatie. À la suite de nombreux assassinats organisés par l'OZNA (police secrète yougoslave), la population italophone fuit la ville et est remplacée par des Croates. Fiume prend alors le nom de Rijeka.

## Histoire des Juifs à Fiume

### DuXVeauXVIIIesiècle
Les premières mentions de Juifs à Fiume datent du XVe siècle, quand des Juifs arrivent en provenance de la côte adriatique italienne, de la ville de Pesaro et de la région des Marches. Dans un premier temps, ils s'installent dans une partie de la ville dénommée Zuccha ou Zudecca (de l'italien Giudecca – quartier juif). Ils sont bien accueillis par les autorités de la ville qui cherchent à attirer des négociants pour développer son économie.
On ne possède aucune information sur la communauté juive de Fiume au XVIe et XVIIe siècles, à part le livre Dibre shalom (Parole de paix) conservé à la bibliothèque de Rijeka et daté de 1531, contenant des prêches en hébreu du rabbin Isaac Adarbi
Au XVIIIe siècle, pendant le règne de l'archiduc d'Autriche et empereur du Saint-Empire Charles VI, la ville reçoit de nombreux privilèges dont un des plus importants est la construction de la route reliant Fiume à la côte Est. Fiume et Trieste sont nommées ports libres de l'empire autrichien, ce qui a pour conséquence l'arrivée massive de Juifs et d'autres nationalités.
Au décès de Charles VI en 1740, le trône est repris par sa fille Marie-Thérèse. Celle-ci décide de favoriser Trieste comme place commerciale au détriment de Fiume. L'empereur Joseph II propose en 1776 pour rééquilibrer la situation que Fiume qui fait partie de l'Autriche soit attribuée à la Hongrie, ce que l'archiduchesse d'Autriche Marie-Thérèse, "roi" de Hongrie et de Bohème accepte en offrant à la ville en 1779 une charte la rendant presque totalement indépendante dans le royaume de Hongrie.
La plupart des Juifs arrivant à Fiume sont originaires d'Italie ainsi que de la ville de Split appartenant à la république de Venise, où leur situation est peu enviable. En septembre 1779, Mihael et Josip Penso et Leon Ventura, en tant que représentant de la petite communauté, adresse une demande officielle au gouverneur local pour la construction d'un cimetière près des murs de la ville et l'établissement d'une synagogue. Par décret en date du 27 septembre 1779, le gouverneur autorise les Juifs à posséder leur propre lieu de culte. Initialement situé dans la maison de la famille Penso, une maison est ensuite louée pour servir de lieu de prière. Les frais d'entretien et de location sont partagés à parts égales entre les frères Ventura, Mihael Penso et Isak Levi.
Le 26 novembre 1781, un Protocollum atteste l'existence de la communauté juive :
« Avec l'approbation de l'impératrice Marie-Thérèse, et présidé par le comte gouverneur du gouvernement royal de Buccari (maintenant Bakar en Croatie), Giovanni Szapary, la Chambre de première instance a confirmé l'existence de la municipalité juive de Fiume de 25 membres de familles célèbres: 

Isak Mihael PENSO - Isacho Michele PENSO (9 personnes).

Josephus VENTURA - Giuseppe VENTURA (4 personnes).

Abraham PENSO Abrammo PENSO (9 personnes).

Isac PIAZZA - Isaco et Piazza PENSO (3 personnes). »
Le document original du Protocllum a été transféré à Jérusalem en 1939
En 1783, quatre familles juives vivent à Fiume, les Ventura, les Penso, les Levi et les Piazza, toutes originaires de Split et engagées dans le commerce, la vente de tabac, de cuir, de tissus et de céréales, de brandy, de miel et d'autres produits agricoles. Isak Levi, fils de Kalimanov, un marchand vivant à Trieste, est élu premier président et administrateur de la communauté juive de Fiume.
L'économie florissante de Fiume attire de plus en plus de Juifs. Afin de permettre une meilleure intégration des Juifs, Joseph II promulgue un décret le 26 novembre 1787 accordant les droits civils aux Juifs et l'indépendance de la communauté juive. Ce décret a pour modèle le Regulamentum Judaeorum de Trieste de 1781 octroyé par l'impératrice Marie-Thérèse.
À partir de cette date, les Juifs ont plus de facilité pour fonder des institutions culturelles, caritatives et cultuelles. Des échanges commerciaux ont lieu avec les villes italiennes, comme le prouve l'existence d'un rouleau de Torah offert à la communauté par un négociant de Raguse, Jzhak Pardo, en 1789.

### LeXIXesiècleet la construction de la grande synagogue
Les premiers registres d'état civil de la communauté ont disparu. Seuls restent trois registres débutant le 25 juin 1824 avec l'indication des naissances, mariages et décès. On sait ainsi qu'au début du XIXe siècle, des familles levantines vivent à Fiume, telles que les Piazza, Valenzin, Kohen, Pardo, Jesurum, Jacchia, Benporath, Mondolfo, etc… Dans les années 1835-1850, arrivent des Juifs d'Autriche et d'Italie comme les Reizner, Wilheim, Eisner, Rosenberger, Russi, Nigri, Mortara, Hering, Kelner, Pincherle, Treve etc…
La première synagogue est établie en 1837 dans la rue des Trois rois (ultérieurement via del Tempio). Les fonds pour sa construction proviennent d'une donation de Moses Saul Levy de Trieste et de membres de la communauté de Fiume. Au début, les offices sont tenus selon le rite sépharade espagnol, mais plus tard, avec l'afflux de nouveaux arrivants, les offices sont conduits selon la tradition ashkénaze. En 1850, le nombre de familles juives à Fiume s'établit approximativement entre 50 et 60.
À partir des années 1850, des familles hongroises s'installent à Fiume, comme les Maylaender originaire de Körmend, les Popper de Pápa, et les Kornitzer de Balassagyarmat.
En 1867, l'Empire austro-hongrois promulgue une loi d'émancipation civile permettant aux Juifs de participer à tous les aspects de la vie sociale et économique de l'empire. Des Juifs non seulement d'Italie ou de Dalmatie, mais aussi d'Allemagne, d'Autriche, de Hongrie et même de Russie s'installent en ville. Ils s'intègrent et s'assimilent rapidement à la vie de Fiume et de sa communauté juive. En 1882, la communauté élit un nouveau rabbin, M. Adolfo Gerloszi. Le président de la communauté est Sabato Levy Mandolfo, et à sa mort en 1895, Arminio Neuberger de Hlinika est choisi comme nouveau président.
À la fin du XIXe siècle, la communauté juive de Fiume se partage avec d'un côté les Juifs ashkénazes réformés et de l'autre les orthodoxes. Le nombre de Juifs orthodoxes est proportionnellement nettement plus faible, ceux-ci appartiennent à la Comuna Israelitica di Fiume. En 1885, Adolfo Gerloszi, Antonio Matersdorfer et Giuseppe Treusch fondent l'association caritative Hevra Kaddisha (Société du dernier devoir) qui achète un terrain pour créer un nouveau cimetière séparé. L'association qui reçoit des dons de ses membres, vient en aide aux personnes en deuil et aux malheureux. L'association se charge aussi d'obtenir un accord administratif pour la construction d'une nouvelle synagogue. 
En 1895, la communauté juive compte entre 250 et 260 familles, correspondant approximativement à 1 600 personnes. Des anciennes familles de Fiume, il ne reste plus que les Mondolfo et les Macchioro. C'est une période de forte migration dans cette région du monde. De nombreux Juifs s'installent à Fiume, avec des niveaux d'éducation et des cultures différents. On trouve des docteurs, des avocats, des journalistes ainsi que des industriels et des négociants qui apportent un bénéfice économique à la communauté juive et à la ville de Fiume.    
De nombreux Juifs habitent dans la région de Sansego (actuellement : Susak), qui appartient à l'époque au diocèse de Karlovac (maintenant rattaché à la municipalité de Rijeka). Ne possédant ni synagogue, ni cimetière, ils dépendent de la communauté juive de Fiume.

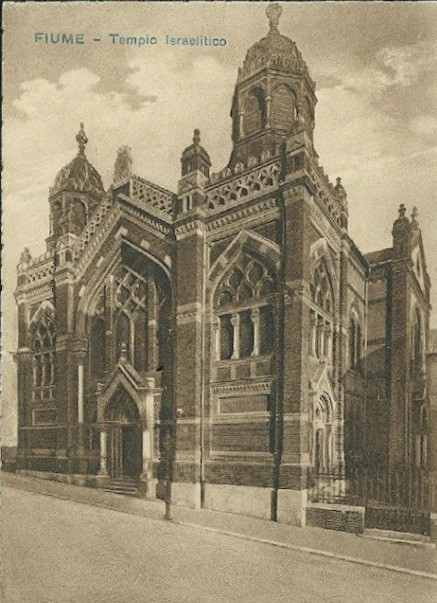
La grande synagogue construite en 1903 et détruite en 1944 par les nazis

### XXesiècleet construction de la grande synagogue
La vieille synagogue située Via del Tempio dans la vieille ville devient trop petite quand le nombre de membres de la communauté juive atteint les 2 000. En 1890, la communauté juive met en place un comité spécial chargé de récolter des fonds pour la construction d'une nouvelle synagogue plus adaptée à l'expansion de la communauté. Le processus va mettre plus de dix ans pour se concrétiser. Enrico Sachs, un avocat, s'implique entièrement dans la recherche de fonds, tout en représentant la communauté auprès de conseil municipal. Dans sa demande aux autorités municipales, il indique en 1901: La communauté juive de Fiume compte 2 500 âmes, et donc pour les besoins de tant de croyants, il lui faut un temple approprié. Un terrain situé Via del Pomerio est retenu en 1903 pour l'édification de la synagogue. Quand l'appel d'offre est lancé, la communauté totalise 2 500 membres. La construction est lancée et le 18 septembre 2003, la communauté informe la municipalité de Fiume que le bâtiment est terminé. Le 22 octobre 2003, elle obtient le permis d'usage et ouvre officiellement pour les fêtes de tishri. Comme la communauté de Fiume ne dispose pas de suffisamment d'argent, les finitions intérieures, peinture et décorations ne sont effectuées que beaucoup plus tard en 1907.
La Première Guerre mondiale entraine la dislocation de l'Empire austro-hongrois. Trieste, Fiume et une partie de la côte adriatique sont attribuées à l'Italie. En réaction à l'instabilité politique, de nombreux habitants juifs quittent la ville. Ils sont remplacés à peu près à la même époque par des Juifs originaires d'Allemagne et de l'Europe de l'Est. Le nombre de Juifs orthodoxes augmente avec ces arrivées, si bien que ceux-ci décident en 1920 de fonder une communauté séparée, dont le premier président est Ernest Berger. Une synagogue orthodoxe est construite Via Galvani.
Après la promulgation des lois fascistes, les deux communautés vont fusionner en 1932. La communauté orthodoxe devient une division de la communauté juive de Fiume.  

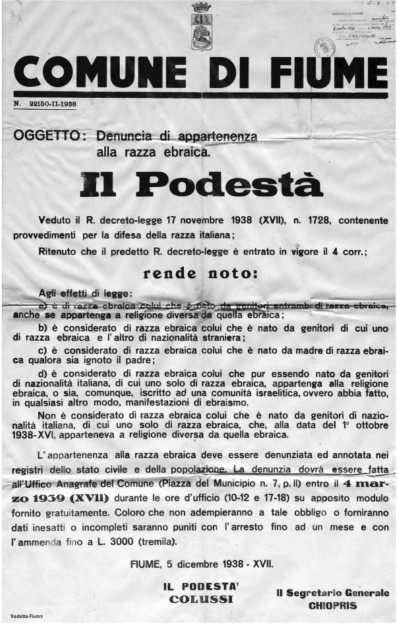
Décret d'octobre 1938 demandant aux Juifs de Fiume de venir s'enregistrer en mairie

### Le fascisme et la Seconde guerre mondiale
À partir de 1930, Mussolini conduit une politique ouvertement antisémite, mettant en danger la liberté de la population juive. Avant les lois raciales, le gouvernement fait un recensement complet de la population juive en Italie. Ce recensement est effectué par une direction à l'intérieur du Ministère des affaires intérieures, la Direzione generale per la demografia e la razza, en acronyme : Demorazza. Le responsable de Demorazza à Fiume est Oscar Jarobek. Toutes les informations concernant les Juifs de la ville et de la région, en permanence remises à jour, sont consignées dans ses bureaux.
Avec la publication du Manifesto della razza (Manifeste de la race), les Juifs voient leur situation se dégrader rapidement : interdiction d'exercer certains métiers, d'être agent de l'État, exclusion des étudiants juifs des universités, expropriations des entreprises de plus de 100 employés possédées par les Juifs, etc… Toutes ces décisions gouvernementales sont publiées dans le journal de Fiume La Vedeta di Ítalia.
D'après le recensement d'État du 22 aout 1938, 1 743 personnes de race juive sont recensées dans la région de Fiume, dont 1 392 à Fiume même, 313 à Abbazia (maintenant Opatija en Croatie) et 30 à Laurana (maintenant Lovran). Sur les 1 392 personnes de race juive recensées à Fiume, soit 2,5 % de la population totale, seules 1 143 sont réellement de religion juive, les autres étant définies comme juives selon le Manifesto della razza. Face à la menace prévisible, certains décident d'émigrer, soit vers la Palestine, soit les États-Unis ou l'Amérique du Sud.
En 1940, quand l'Italie entre en guerre à côté de l'Allemagne nazie, le gouvernement italien passe une loi dépossédant les Juifs de leur nationalité italienne, les rendant automatiquement apatrides. 
Les 18 et 19 juin 1940, environ 250-260 Juifs de Fiume sont arrêtés et maintenus en captivité pendant plusieurs semaines dans une prison improvisée dans l'école de Turnić. Ils sont ensuite répartis dans les camps suivants : Campagna, Nereto, Notaresco, Tortoreto et Manfredonia.
Après la capitulation de l'Italie en septembre 1943, l'armée allemande occupe le nord et le centre de l'Italie. Les Juifs sont arrêtés et envoyés dans des camps de concentration en Europe de l'Est et leurs biens volés et confisqués. La grande synagogue est pillée et incendiée le 25 janvier 1944, tandis que la synagogue orthodoxe échappe par miracle à la destruction.
Dans les documents officiels d'octobre 1945, il est indiqué que sur les 250 Juifs de Fiume arrêtés par les Allemands, seuls 10 ont survécu. Sur les 50 personnes de Abbazia qui ont été arrêtées, seuls 5 sont revenues. Après la guerre, on estime que plus de 400 Juifs de la région ont été tués pendant la Shoah.
Selon Tito Krešić (1926-2014), 275 Juifs de Fiume ont été tués dans les camps de concentration et d'extermination nazis, 14 ont été abattus, six ont été tués au combat chez les partisans italiens et quatre dans des formations militaires alliées. Ces données n'incluent pas les réfugiés : environ 450 prisonniers principalement des régions de Rab et de Lika, sont passés par Fiume puis emmenés à Trieste avant d'être transférés par train vers les camps de la mort. On estime qu'environ 500 à 550 Juifs ont été emmenés de Fiume vers des camps allemands.

### L'après-guerre
Après la Seconde Guerre mondiale, seuls 36 membres de la communauté juive sont revenus à Fiume, désormais croate et renommée Rijeka.
Après l'effondrement du Troisième Reich, les restes de la grande synagogue vont être dynamités sous le régime communiste de Tito en 1948. Les ruines de la synagogue sont vendues en août 1948 par l'Association des communautés religieuses juives de Belgrade (en tant que successeur légal de la communauté juive de Rijeka) comme matériau de construction et le terrain du 31 Via del Pomerio est lui vendu au conseil de surveillance de la ville de Rijeka pour la somme de 80 000 dinars. Sur le site de l'ancienne synagogue se trouve aujourd'hui un immeuble résidentiel. Aucune plaque commémorative ou explicative ne rappelle le souvenir de la synagogue.

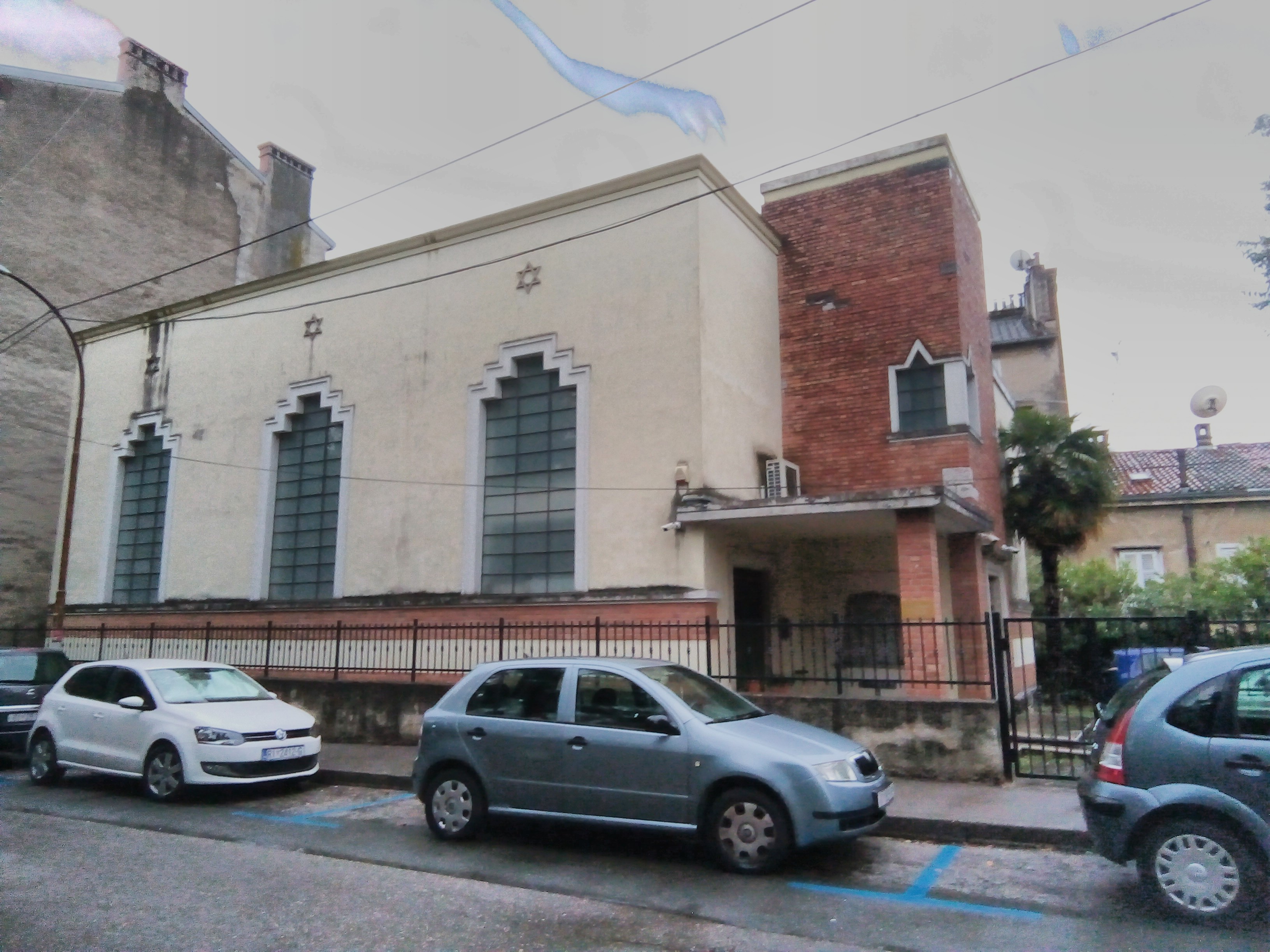
L'ancienne synagogue orthodoxe devenue synagogue communautaire

Actuellement l'ancienne synagogue orthodoxe qui a survécu à la guerre, sert de lieu de culte pour la petite communauté juive de Rijeka. Elle a été restaurée et rouverte en 2008, après avoir retrouvé son aspect d'origine. Elle abrite aussi le siège de la communauté et est aussi utilisée pour différents évènement sociaux et culturels.    
Aujourd'hui, la communauté juive compte environ une centaine de membres, dont une majorité de personnes âgées. Un de ses objectifs est de préserver l'histoire de l'existence, la tradition et la culture des Juifs de Rijeka et de la région de Rijeka, dont les racines sont ancrées dans cette région depuis plus de six siècles.

## Personnalités juives nées à Fiume
- Andrija Ljudevit Adamić (1766-1828), industriel et politicien austro-hongrois, propriétaire de nombreuses usines (tabac, liqueur, cordage etc..)
- Giorgio Gangi (1938-2013), politicien italien, membre du Parti socialiste italien
- Michele Maylender (1863-1911), politicien italien, membre du parti autonomiste de Fiume
- Erico Menczer (1926-2012), cinéaste, peintre et écrivain italien
- Paul Nemenyi (1895-1952), mathématicien et physicien hongrois, spécialisé en mécanique des milieux continus
- Sacha Pecaric (1965- ), rabbin croate
- Bruno Schacherl (1920-2015), journaliste, traducteur et antifasciste italien
- Arianna Szörényi (1933- ), survivante de la Shoah, écrit ses mémoires sur sa déportation à Auschwitz
- Leo Valiani (1909-1999), historien, journaliste et homme politique italien
- Arminio Wachsberger (1913-2002), fils du grand-rabbin de Fiume, survivant d'Auschwitz, auteur d'un livre biographique L'interprète d'Auschwitz
- Hanna Kugler Weiss (1928- ), écrivaine italienne, survivante d'Auschwitz, directrice du musée de la Shoah à Nazareth Illit

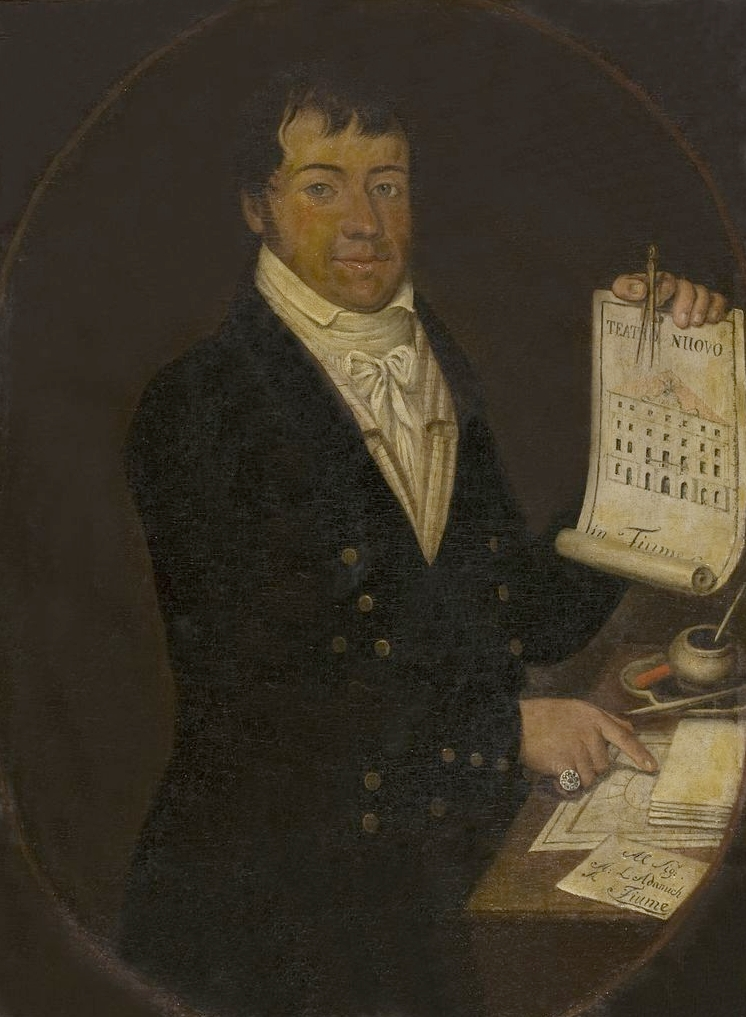
Andrija Ljudevit Adamic
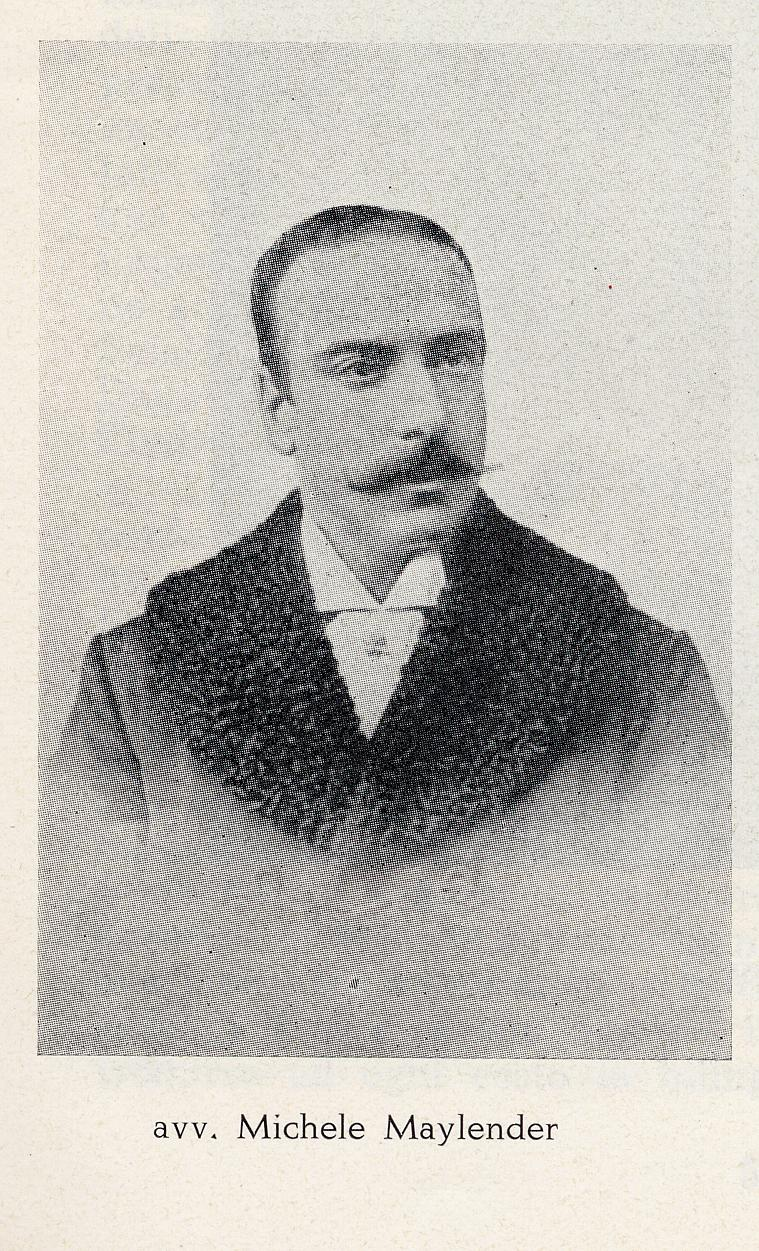
Michele Maylender
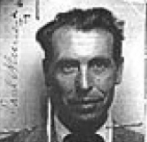
Paul Nemenyi
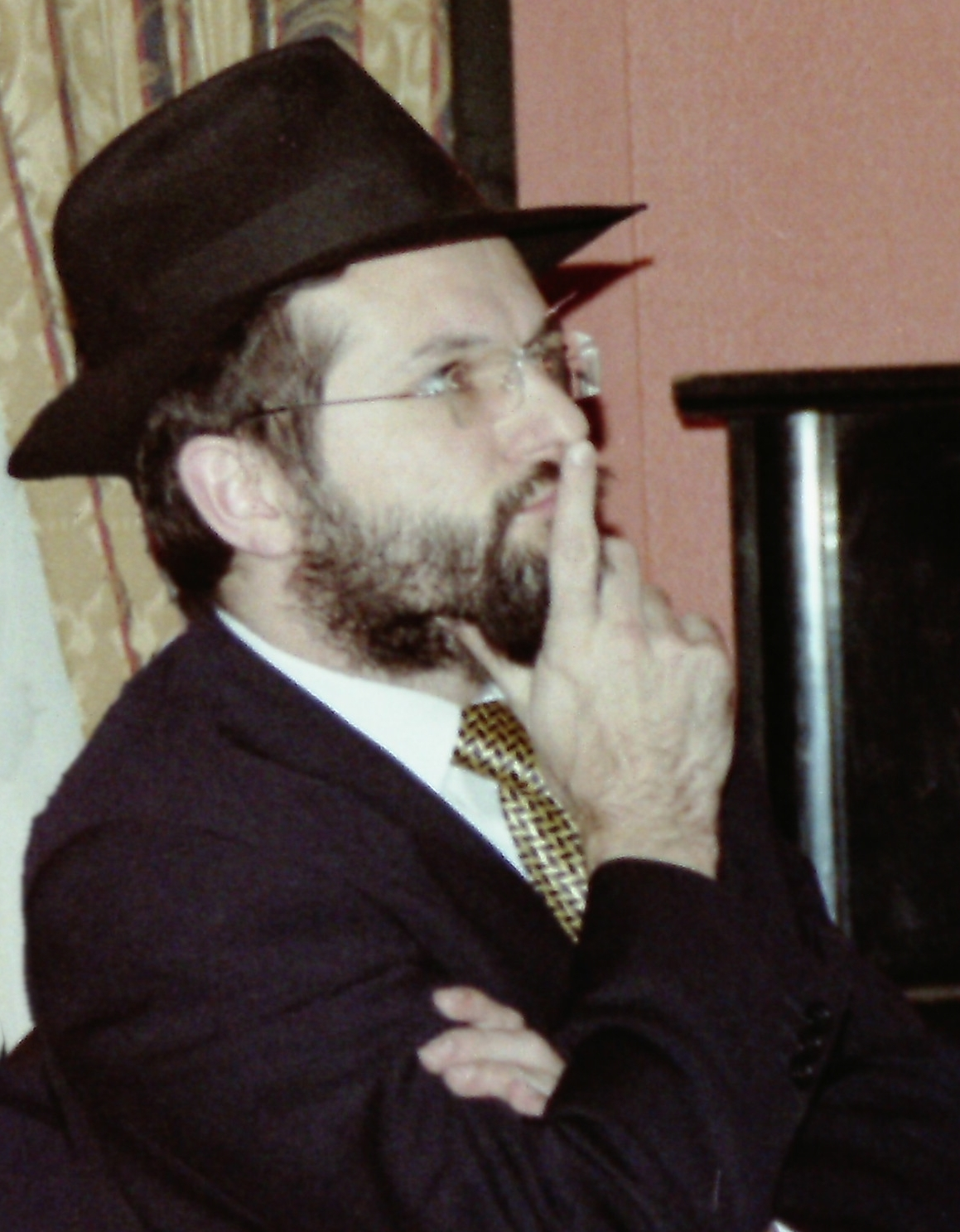
Sacha Pecaric
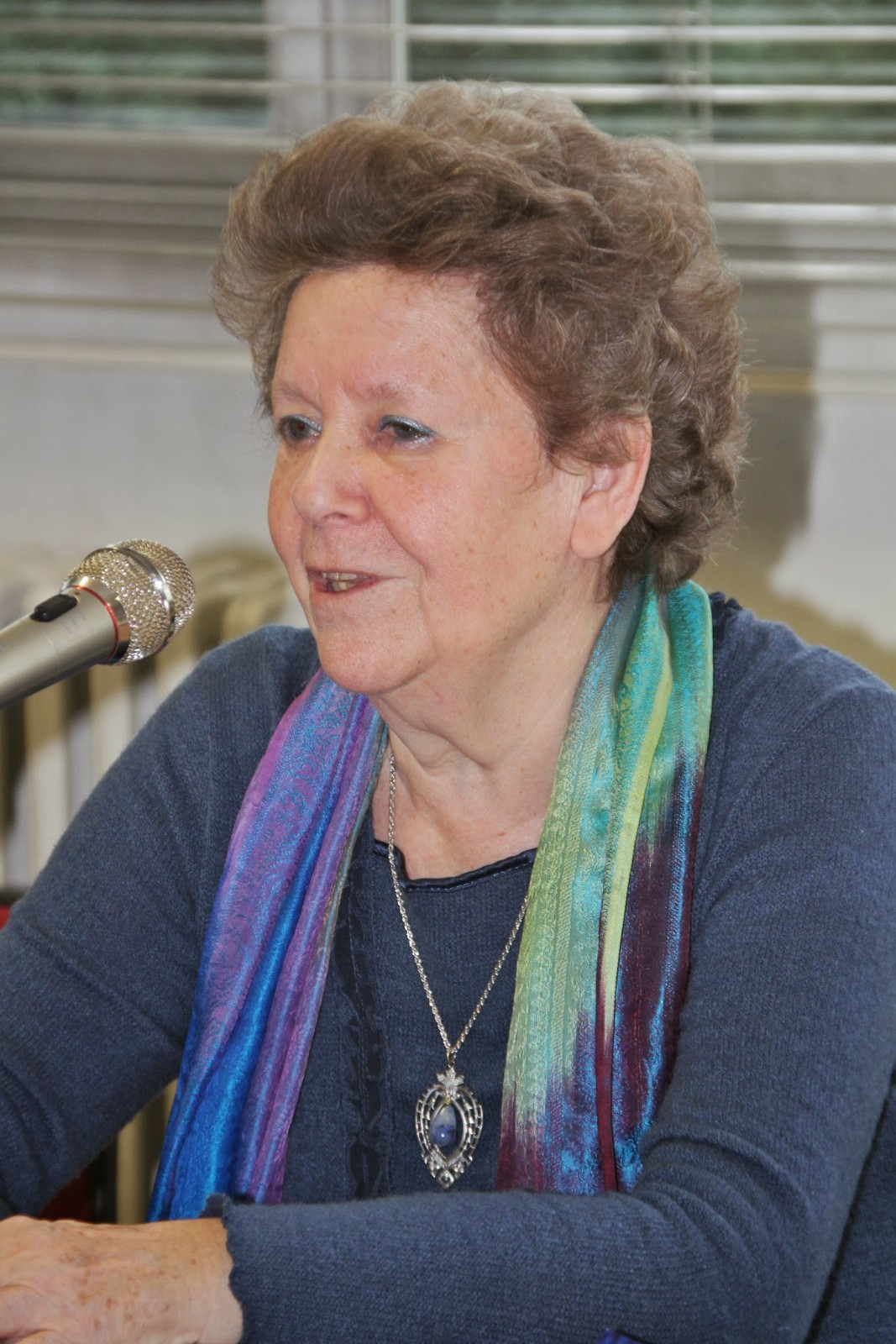
Arianna Szörényi
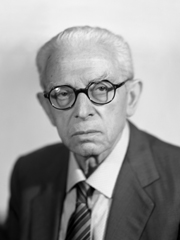
Leo Valiani